# Les Journées vaches
Les Journées vaches (Cow Days en version originale) est le treizième épisode de la deuxième saison de la série animée South Park, ainsi que le 26e épisode de l'émission.

## Synopsis
C'est la fête de la vache à South Park. La programmation inclut rodéo et fête foraine. Les vaches de la ville décident de dédier un culte à une horloge géante construite pour l'occasion et constituent une secte suicidaire. Pendant ce temps, les enfants cherchent à gagner des peluches à un jeu forain. En manque de liquidités, ils se décident à essayer de gagner le rodéo.